# Cantonul Bessines-sur-Gartempe
Cantonul Bessines-sur-Gartempe este un canton din arondismentul Bellac, departamentul Haute-Vienne, regiunea Limousin, Franța.

## Comune
| Comune                | Populație (1999) | Cod poștal | Cod INSEE |
| --------------------- | ---------------- | ---------- | --------- |
| Bessines-sur-Gartempe | 2.818            | 87250      | 87014     |
| Folles                | 524              | 87250      | 87067     |
| Fromental             | 518              | 87250      | 87068     |
| Razès                 | 1.108            | 87640      | 87122     |
| Saint-Pardoux         | 540              | 87250      | 87173     |